# 지구전후도
〈지구전후도〉(地球前後圖) 혹은 〈지구도〉(地球圖)는 1834년(순조 34년)에 실학자인 혜강 최한기가 제작한 지도로서 그의 절친한 친구인 고산자 김정호는 판각을 담당했다. 19세기 초반부터 조선의 지식인들의 세계 인식을 획기적으로 바꾸는 데 결정적 역할을 한 지도라고 볼 수 있다. 이규경에 따르면 〈지구도〉라고 불리기도 한다.

## 〈지구전후도〉의 유래와 소장 현황
1800년에 청나라 사람 장정부가 만든 〈지구전후도〉는 최한기가 1834년 간행했다. 현재 숭실대학교와 성신여대 박물관, 그리고 서울대 규장각 총 3곳에 소장되어 있다(성신여대는 원본, 숭실대는 첩자, 규장각은 필름 형태).

## 〈지구전후도〉의 제작
〈지구전후도〉는 한국 사람이 간행한 근대식 목판본으로 유명하다. 지구 후도 하단과 황도 남항 성도 하단에 각각 도광갑오맹추태연재중간(道光甲午孟秋泰然齋重刊)과 도광갑오태연제중간(道光甲午泰然齋重刊)라고 씌어 있는데, 한때 태연재가 김정호의 당호로 알려져 있어서 김정호가 편찬하였으리라 추정되기도 했다. 그러나 뒤에 이규경이 쓴 백과사전 《오주연문장전산고》의 지구도변증설(地球圖辨證說)에서는 지구도 중간자를 응한기라고 밝히고 있으므로 당연히 태연재도 최한기의 당호라야 옳고, 김정호가 판각하였으리라 여겨진다. 즉, 김정호와 최한기가 같이 제작했다고 봐야 한다는 말이다. 그리고 장정부의 〈지구도〉를 모방하여 제작하기는 하였으나 양각과 음각을 바꾸어 제작하였다.

## 〈지구전후도〉의 특징

### 규모
〈지구전후도〉는 대추나무에 판각된 42×88센티미터 크기의 소형 절첩장 형식의 지도이며, 경위도는 각각 10도 단위로 그려진 반구도이다. 전도와 후도가 각각 37.0×37.5센티미터의 균일한 크기이다. 몇몇 세계 지도는 모두 8첩 병풍의 큰 지도인 것을 고려한다면 〈지구전후도〉는 매우 작은 지도임을 알 수 있다.

### 세부 사항과 형태
페르비스트의 〈곤여전도〉처럼 양반구형 세계지도의 형태를 띤다. 기본적으로 지구 전도에는 아시아, 유럽과 아프리카가 그려져 있고 지구후도에는 남북아메리카가 그려져 있다. 하지만 〈곤여전도〉에 비해 일본과 동남아시아 일대가 전혀 다르게 묘사되어 있다. 그뿐만 아니라 캘리포니아 지역이 현재 우리가 아는 것과 달리 섬 모양으로 그려져 있고 남극의 존재를 인식한 것을 확인할 수 있다. 양반구도 모두 10도 간격으로 경위도를 구현했고, 적도를 중심으로 남북극선, 남북회귀선이 그려져 있다. 양반구도의 남북회귀선을 가로지르는 황도 위에는 24절기가 새겨져 있으며 각 반구의 테두리에는 지대별 주야 시간의 차이가 눈금과 수치로 표시되어 있다. 〈곤여전도〉의 경우 양반구를 동서로 나누고 서반구를 동반구 앞에 놓은 반면 <지구전후도>는 양반구를 전후로 하여 전도를 동반구, 후도를 서반구로 위치해 놓았다. 이 지도의 가장 큰 특색은 육지의 나라 이름, 지명, 주기는 양각되어 있고, 해면의 나라, 지명 등은 음각되어 있다는 것이다. 그러므로 오대주는 흰색으로 표현되어 있고 대양은 검게 되어 있다.

### 세계관
이 지도는 조선에 팽배했던 중화적 세계관을 극복한 19세기 중후반의 사실적인 지도로 평가 받고 있다. 19세기 전반의 조선 실학자들은 중국 사회에서 크게 인정받지 못하던 장정부의 지구설 및 세계 지도를 적극적으로 받아들이고 이해해 나갔다. 그리고 이는 1834년 최한기의 <지구전후도>를 통해 표면화된다.

## 의의
이 지도는 한국 최초로 판각된 세계지도로 알려져 있다. <지구전후도>는 중국 장정부가 만든 지도이나 서양 지도의 모사 전달이 아닌 서양 지도를 수용하면서 동양적 흔적이 살아남은 지도라 할 수가 있다. 그뿐만 아니라 비록 장정부의 지도를 모방하여 만들었다 하더라도 〈지구전요〉 등의 세계지도에 비한다면 동양적 지식의 흔적이 상당히 남아 있음을 확인할 수 있다. 아프리카에 고왜인국, 소함물리오귀(蘇喊勿里烏鬼) 공악오귀국(工鄂烏鬼國)，오귀갑(烏鬼岬) 오귀국(烏鬼國) 등이 표시되어 있고, 남아메리카에는 지리모인국 등이 기록되어 있어 산해경(侮經等)에서 나오는 전설적 기록이 더해져 있고, 이를 통해 동양적 지식이 다소 가미되어 있음을 확인할 수 있다.
비록 동양적 세계관이 존재함에도 〈지구전후도〉를 통해 우리는 당시 조선인이 얼마나 세계를 심도 있게 인식하고 있었는지 알 수 있다. 이 지도가 판각된 이후로 더 이상 중화주의는 찾아보기 힘들어졌고, 중국이나 조선이나 모두 이 세계의 일부라는 인식이 조선의 지식인 사이에 널리 퍼지게 되었다.

## 참고 자료
- 고산자 김정호 기념사업 연구보고서 (169~173쪽) : 이기석; 김의원; 박영한; 오상학; 최은영; 이건학; 양보경;국립지리원 저.
- 우리 옛지도와 그 아름다움 (효형 출판).